# Nicobium tormentosum
Nicobium tormentosum is een keversoort uit de familie klopkevers (Anobiidae). De wetenschappelijke naam van de soort is voor het eerst geldig gepubliceerd in 1974 door designated by White.